# Musée de la Route de Mons
Le Musée de la Route de Mons a été créé en 1985 et présente une collection d’anciens  engins de génie civil utilisé pour la construction routière. Le musée se trouve dans les anciennes casemates de Mons.

## Description
Il dispose entre autres de :
- seize rouleaux compresseurs (dont un à vapeur de 1899 en état de marche) ;
- des bouteurs (bulldozers) à câbles ou hydrauliques ;
- quatre niveleuses (dont une tractée et aéroportable, vétéran de la deuxième guerre mondiale) ;
- des pelles excavatrices, des grues et des chargeurs à câbles ou hydrauliques ;
- un chargeur à godets;
- des camions de chantier – GMC ex armée américaine, et Euclid R 22 - ;
- des piocheuses et une charrue à dépaver ;
- des finisseurs à tarmac et à béton (slip-form) ;
- deux breaks Citroën – DS 21 et CX – équipés pour mesurer la rugosité des routes et un viagraphe tracté pour la planéité des chaussées ;
- quatre fraises à neige et des marqueuses routières utilisées par les Ponts & Chaussées ;
- diverses pompes de chantier ;
- des moteurs stationnaires ;
- des machines d’essais des matériaux dont une presse à cubes de béton Amsler ….
- des bétonnières à rouleaux broyeurs, à coquilles et à cuve tournantes et basculantes ;
- des presses manuelles à briques ;
- une collection de signaux routiers et de bornes indicatrices en métal et en lave émaillés ,
- d’anciennes pompes à essence manuelles ou électriques ;
- des accessoires de voirie (trappillons d’égout en fonte, parcmètres, détecteurs de brouillard, …) ;

L'entrée du Musée est gratuite.